# Orlov (cráter)

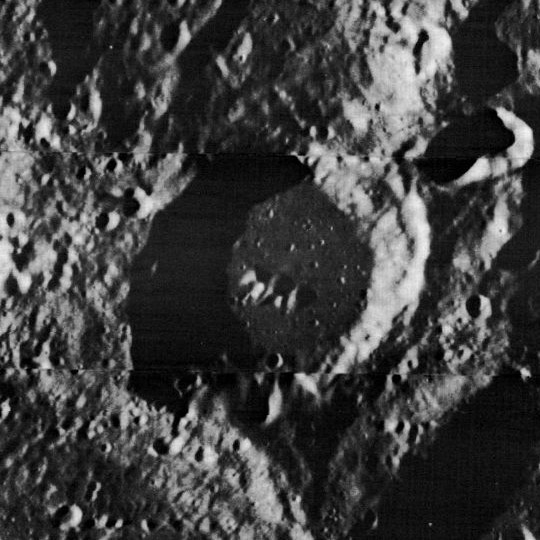
Imagen de la misión Lunar Orbiter 2

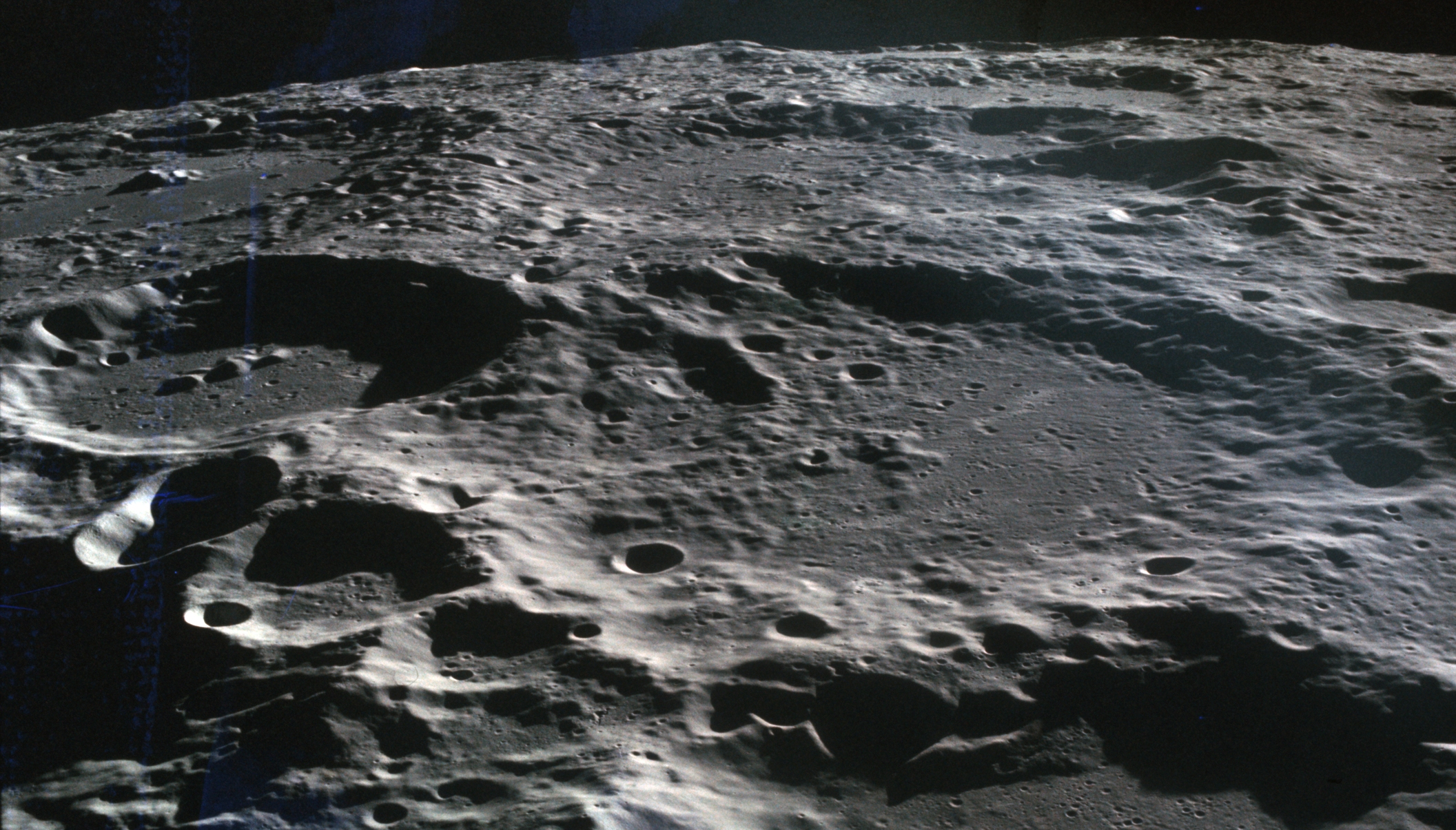
Vista oblicua de Orlov (izquierda) y de Orlov Y (derecha), con Leeuwenhoek (abajo izquierda). Imagen desde el Apolo 17, mirando al sudoeste.

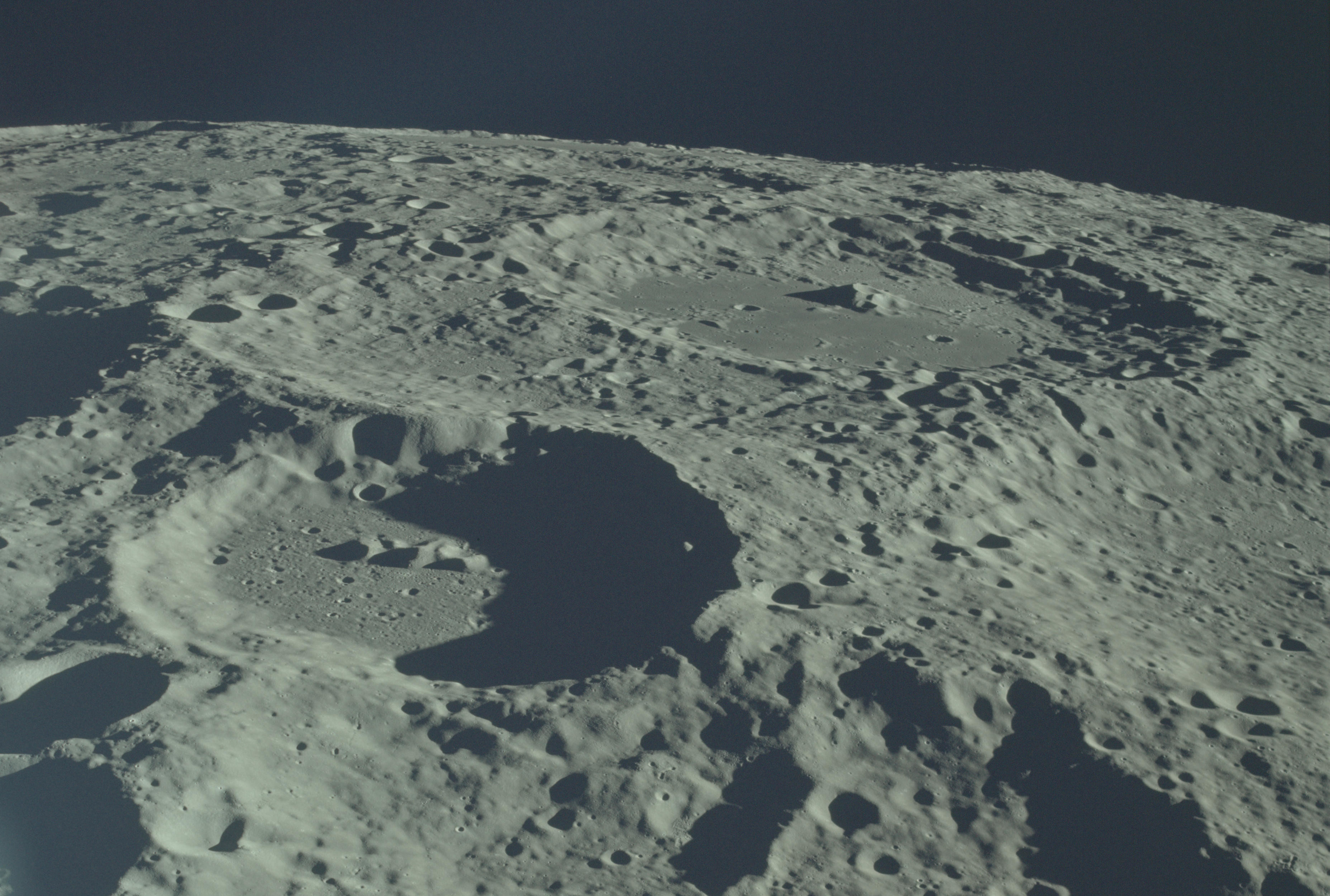
Otra imagen del Apolo 17 sobre el cráter satélite Orlov Y. Orlov aparece en el centro de la imagen ligeramente a la izquierda, y arriba a la derecha se sitúa Leeuwenhoek.

Orlov es un cráter de impacto lunar. Se encuentra en la cara oculta, al noreste del cráter más grande Leeuwenhoek. Al norte-noroeste de Orlov aparece De Vries, y al este-sureste se halla Rumford.
|  |

Este cráter se encuentra entre dos grandes cráteres satélite: Orlov Y está unido al borde norte, y Leeuwenhoek E está conectado en el sudoeste. Este último también es la ubicación de una protuberancia hacia el exterior en el borde de Orlov, lo que genera una pared interior más ancha en ese lado. Presenta algunos aterrazamientos en la pared interior oriental. Orlov D, un cráter de forma oval, está unido al borde exterior en el noreste.
El suelo interior de Orlov es relativamente llano, con una formación central situada cerca del punto medio. Se localizan algunos pequeños cráteres en la pared interior al suroeste.

## Cráteres satélite
Por convención estos elementos son identificados en los mapas lunares poniendo la letra en el lado del punto medio del cráter que está más cercano a Orlov.
|       | \| Orlov \| Coordenadas \| Diámetro \| \| ----- \| -------------------------------- \| -------- \| \| D \| 24°48′S 173°24′O / -24.8, -173.4 \| 27 km \| \| Y \| 22°48′S 175°06′O / -22.8, -175.1 \| 126 km \| |          |
| Orlov | Coordenadas | Diámetro |
| D     | 24°48′S 173°24′O / -24.8, -173.4 | 27 km    |
| Y     | 22°48′S 175°06′O / -22.8, -175.1 | 126 km   |